# Powiernicze Wyspy Pacyfiku

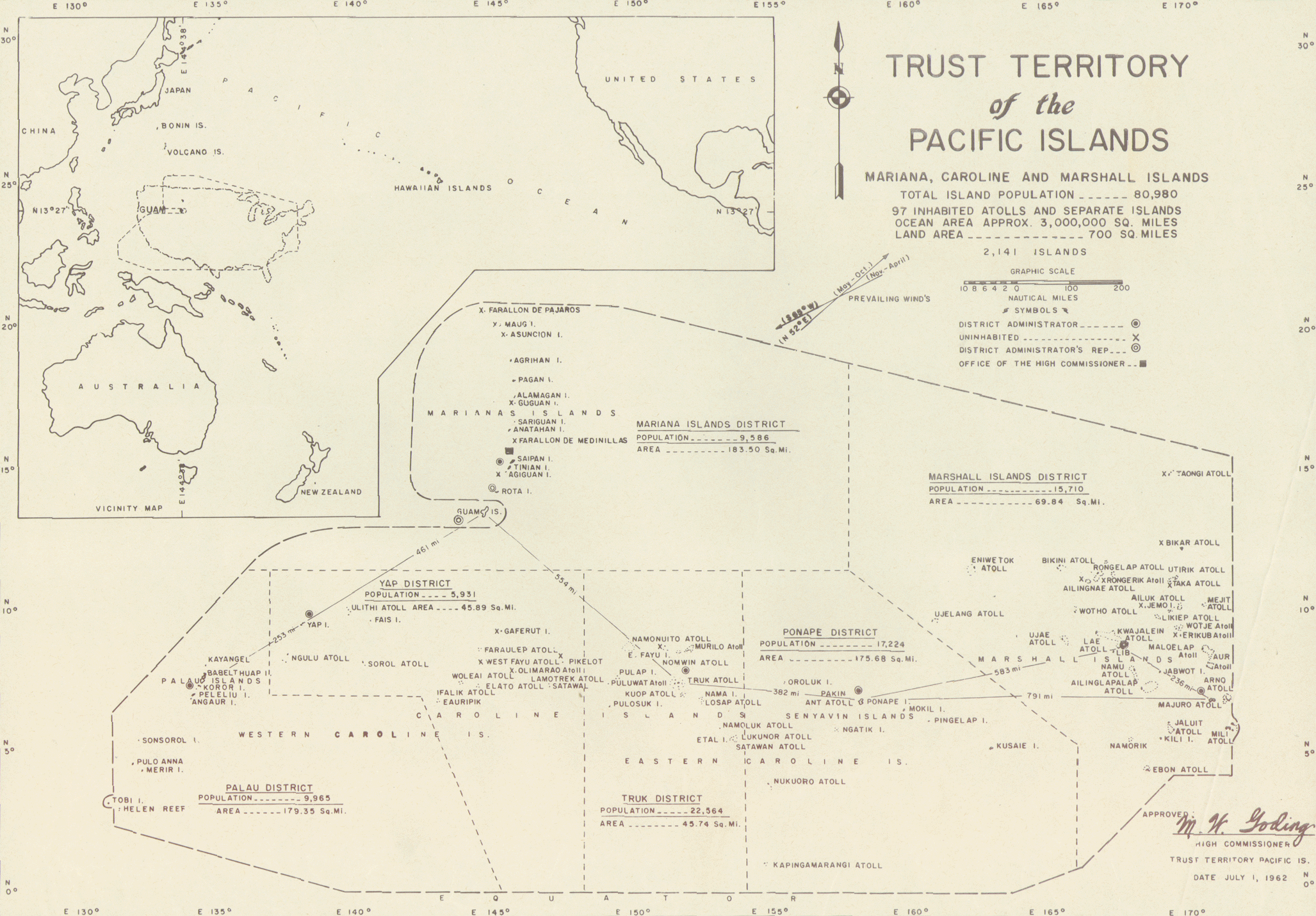
Podział administracyjny Terytorium.

Powiernicze Terytorium Wysp Pacyfiku – byłe terytorium powiernicze Organizacji Narodów Zjednoczonych w Mikronezji, w zachodniej części Oceanu Spokojnego, administrowane przez Stany Zjednoczone od 18 lipca 1947 do końca lat 90. Obejmowało ono obszar wcześniejszego terytorium mandatowego Ligi Narodów, które pozostawało pod administracją japońską do 1944, kiedy to zostało zajęte właśnie przez Amerykanów podczas wojny na Pacyfiku. USA zakończyły swoją administrację 3 listopada 1986, choć formalnie powiernictwo Narodów Zjednoczonych wygasło 22 grudnia 1990.

## Ustrój polityczny
Władzę ustawodawczą, do roku 1979, sprawował dwuizbowy parlament (Kongres Mikronezji), składający się z 12-osobowego Senatu o kadencji 4-letniej oraz 21-osobowej Izby Reprezentantów o kadencji 2-letniej.
Władzę wykonawczą sprawował wysoki komisarz mianowany przez prezydenta Stanów Zjednoczonych, a podległy Departamentowi Spraw Wewnętrznych.
Po roku 1978 z Wysp Powierniczych powstały 3 państwa i jedno terytorium stowarzyszone z własnymi władzami ustawodawczymi i wykonawczymi:
- Wyspy Marshalla – utworzone w 1979, później podpisały z USA Porozumienie o Wolnym Stowarzyszeniu, które weszło w życie 21 października 1986,
- Sfederowane Stany Mikronezji – utworzone w 1979, podpisały Porozumienie o Wolnym Stowarzyszeniu z USA, które weszło w życie 3 listopada 1986,
- Mariany Północne – utworzone w 1978, pozostają w politycznej unii ze Stanami Zjednoczonymi jako terytorium stowarzyszone
- Palau – utworzone w 1981, Porozumienie o Wolnym Stowarzyszeniu z USA weszło w życie 1 października 1994.